# Tank Bigsby
Cartavious Bigsby, detto Tank (LaGrange, 30 agosto 2001), è un giocatore di football americano statunitense che milita nel ruolo di running back per i Jacksonville Jaguars della National Football League (NFL).

## Carriera

### Jacksonville Jaguars
Al college Bigsby giocò a football ad Auburn, venendo premiato come matricola dell'anno della Southeastern Conference e inserito nella sua seconda formazione ideale nel 2020. Fu scelto nel corso del terzo giro (88º assoluto) del Draft NFL 2023 dai Jacksonville Jaguars. Debuttò come professionista subentrando nella gara del primo turno vinta contro gli Indianapolis Colts correndo sette volte per 13 yard e segnando un touchdown su corsa. La sua stagione da rookie si chiuse con 132 yard corse e 2 touchdown disputando tutte le 17 partite, nessuna delle quali come titolare.
Nel settimo turno della stagione 2024 contro i New England Patriots, Bigsby stabilì i nuovi primai personali in corse (26), yard corse (118) e touchdown (2) nella vittoria nella gara disputata a Londra. Nella settimana 14 segnò il touchdown della vittoria a metà del quarto periodo contro i Tennessee Titans.